# Gemini Suite Live
Gemini Suite Live uživo je album klasične i rock glazbe od Jona Lorda, orkestra 'The Light Music Society' i britanskog hard rock sastava Deep Purplea, kojeg 1998. godine, objavljuje diskografska kuća 'Purple Records'.
Materijal je po prvi puta uživo snimljen u 'Royal Albert Hall' 17. rujna 1970. godine. Sve pjesme napisao je Jon Lord, a materijal prezentira pet tema, koju svaki član sastava izvodi pojedinačno, gdje se između ostalog nalazi i izvanredna solo izvedba Ritchiea Blackmorea.

## Popis pjesama
Sve pjesme napisao je Jon Lord.
1. Prva tema: Gitara, Orgulje  – 17:23+
  - Neka izdanja objavljuju tiskarsku gešku za prvu temu kao Gitara/Vokal.
2. Druga tema: Vokal, Bas  – 10:19+
  - Neka izdanja objavljuju tiskarsku gešku za drugu temu kao Orgulje/Bas.
3. Treća tema: Bubnjevi, Završnica  – 16:52

## Izvođači
- Dirigent - Malcolm Arnold
- Orkestar - 'Light Music Society'
- Ian Gillan - vokal
- Ritchie Blackmore - gitara
- Roger Glover - bas-gitara
- Jon Lord - orgulje
- Ian Paice - bubnjevi

## Vanjske poveznice
- Discogs.com - Deep Purple - Gemini Suite Live